# Anna Menon
Anna « Walker » Menon, née Wilhelm (née le 25 décembre 1985 à Houston), est une astronaute américaine et l'épouse de l'astronaute Anil Menon.
Anna Menon a travaillé sept ans pour la NASA avant de rejoindre SpaceX. Elle est ingénieur en chef des opérations spatiales chez SpaceX.
Elle est sélectionnée pour la mission Polaris Dawn, dont elle est spécialiste de mission et officier médical. Sa mission décolle le 10 septembre 2024. Avec Sarah Gillis, elle est la femme à s'être le plus éloignée de la Terre.

## Biographie
Anna Menon est ingénieure en chef des opérations spatiales chez SpaceX, où elle gère le développement des opérations de l'équipage et sert au contrôle de mission en tant que directrice de mission et communicatrice de l'équipage. Au cours de sa carrière chez SpaceX, elle a dirigé la mise en œuvre des capacités de l'équipage de Dragon, aidé à créer le rôle d'opérateur de communication de l'équipage et développé des réponses opérationnelles critiques aux urgences de véhicules telles qu'un incendie ou une dépressurisation de la cabine. Anna Menon a servi dans le contrôle de mission lors de plusieurs missions, telles que SpaceX Demo-2, SpaceX Crew-1, CRS-22 et CRS-23.
Avant SpaceX, Anna Menon a travaillé pendant sept ans à la NASA en tant que contrôleur biomédical de vol pour la Station spatiale internationale. Dans ce rôle, elle a soutenu les équipages de la station spatiale depuis le Centre de contrôle de mission Christopher C. Kraft Jr., à Houston, de la NASA, a aidé à faire participer les ingénieurs et les services médicaux des partenaires internationaux, et a dirigé la planification et l'exécution de toutes les opérations biomédicales pour l'Expédition 47/48. Elle a obtenu son diplôme de premier cycle (bachelor's degree) en mathématiques et en espagnol de la Texas Christian University et son diplôme de deuxième cycle (master's degree) en génie biomédical de l'Université Duke.
Anna Menon s'investit également dans les causes humanitaires. Immédiatement après les séismes de 2015 au Népal, elle a soutenu la réponse de l'Organisation mondiale de la santé (OMS) en matière d'eau et d'assainissement et a également fait du bénévolat auprès des organisations Ingénieurs sans frontières et Engineering World Health. Son rêve de voler dans l'espace a commencé à l'école primaire lorsque son professeur Alison Smith Balch (fille du pilote de la navette spatiale Challenger Michael J. Smith) l'a emmenée en excursion immersive à la NASA. En plus de poursuivre sa passion[Selon qui ?] de toujours pour l'espace, Anna Menon aime faire de la randonnée, piloter de petits avions et danser sur de la salsa.
Elle apparaît dans la série et le film documentaire Compte à rebours : quatre touristes dans l'espace et Return to Space.
Elle est mariée à l'astronaute Anil Menon et a deux enfants.

## Livres
- (en) Anna Menon et Keri Vasek, Kisses from Space, Random House Books for Young Readers, 4 juin 2024, 40 p. (ISBN 978-0593811146)